# ATP-zavisna NAD(P)H-hidratna dehidrataza
ATP-zavisna NAD(P)H-hidratna dehidrataza (EC 4.2.1.93, redukovani nikotinamid adenin dinukleotid hidratna dehidrataza, ATP-zavisna  dehidrataza, (6S)-beta-6-hidroksi-1,4,5,6-tetrahidronikotinamid-adenin-dinukleotid hidrolijaza (ATP-hidroliza), (6S)-6-beta-hidroksi-1,4,5,6-tetrahidronikotinamid-adenin-dinukleotid hidrolijaza (ATP hidroliza, formira NADH)) je enzim sa sistematskim imenom (6S)-6beta-hidroksi-1,4,5,6-tetrahidronikotinamid-adenin-dinukleotid hidrolijaza (ATP-hidroliza, formira NADH). Ovaj enzim katalizuje sledeću hemijsku reakciju
(1) ATP + (6)-6beta-hidroksi-1,4,5,6-tetrahidronikotinamid-adenin dinukleotid {\displaystyle \rightleftharpoons } ADP + fosfat + 
(2) ATP + (6)-6beta-hidroksi-1,4,5,6-tetrahidronikotinamid-adenin dinukleotid fosfat {\displaystyle \rightleftharpoons } ADP + fosfat + 
Ovaj enzim deluje jednakom brzinom na hidratisani NADH i hidratisani NADPH.

## Literatura
- Nicholas C. Price; Lewis Stevens (1999). Fundamentals of Enzymology: The Cell and Molecular Biology of Catalytic Proteins (Third изд.). USA: Oxford University Press. ISBN 019850229X.
- Eric J. Toone (2006). Advances in Enzymology and Related Areas of Molecular Biology, Protein Evolution (Volume 75 изд.). Wiley-Interscience. ISBN 0471205036.
- Branden C; Tooze J. Introduction to Protein Structure. New York, NY: Garland Publishing. ISBN 0-8153-2305-0.
- Irwin H. Segel. Enzyme Kinetics: Behavior and Analysis of Rapid Equilibrium and Steady-State Enzyme Systems (Book 44 изд.). Wiley Classics Library. ISBN 0471303097.
- William P. Jencks (1987). Catalysis in Chemistry and Enzymology. Dover Publications. ISBN 0486654605.

## Spoljašnje veze
- ATP-dependent+NAD(P)H-hydrate+dehydratase на 